# Prowincja

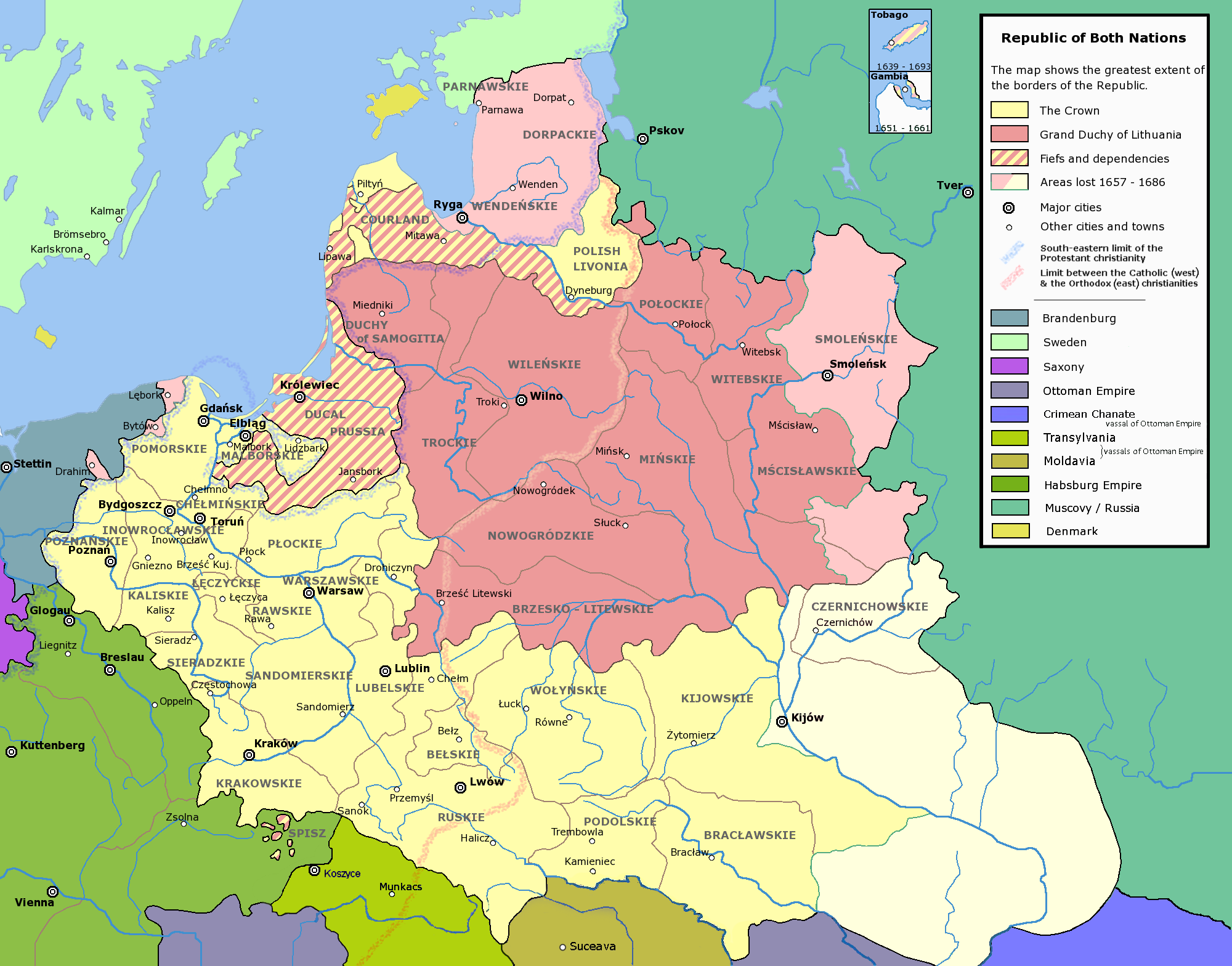
Voivodati della Repubblica delle Due Nazioni, 1619.

Confederazione Polacco-Lituana, Prowincja wielkopolska, małopolska, litewska, e Inflanty

La prowincja (plurale: prowincje) fu la maggiore unità di divisione territoriale del Regno di Polonia e in seguito della Confederazione Polacco-Lituana. La storia di queste "province" risale al periodo della frammentazione della Polonia e allo statuty wiślicko-piotrkowskie di Casimiro III (1347). A seguito dell'Unione di Lublino del 1569, la Confederazione fu divisa nelle seguenti province:
- Provincia della Grande Polonia (prowincja wielkopolska), comprendente la Grande Polonia, la Prussia Reale, la Masovia, e i Voivodati di Łęczyca e di Sieradz; il capoluogo della provincia era Poznań;
- Provincia della Piccola Polonia (prowincja małopolska), comprendente la Piccola Polonia, la Podlachia, il Voivodato di Rutenia, la Volinia, la Podolia, i Voivodato di Kiev e di Czernihów; il capoluogo della provincia era Cracovia;
- Provincia della Lituania (prowincja litewska), comprendente la Lituania, la Samogizia, la Livonia, la Bielorussia e il Voivodato di Smoleńsk; il capoluogo della provincia era Wilno (oggi Vilnius).

Le Province della Grande Polonia e della Piccola Polonia costituivano la "Corona", nome non ufficiale della "Corona del Regno di Polonia". La Provincia della Lituania coincideva con il Granducato di Lituania.
Una prowincja, anche se più grande di un voivodato, in realtà era meno importante in termini di potere. Una prowincja era infatti una pura unione di amministrazioni; il potere reale era invece assegnato ai voivodati (e, in misura minore, alle ziemie).
Il termine prowincja non viene usato per riferirsi a nessuna parte della Polonia indipendente a partire dalla Terza spartizione della Confederazione del 1795 — diversamente dalla ziemia, che viene utilizzata per alcune regioni geografiche. Dal 1795, il termine "prowincja" è utilizzato dolo per alcune unità di amministrazione imposte da un governo straniero all'interno dei territori della vecchia Confederazione.